# Cold Spring Harbor (New York)
Cold Spring Harbor est une census-designated place du comté de Suffolk, dans l'État de New York, aux États-Unis,. En 2020, elle compte une population de 3 064 habitants.